# Diana (песня)
«Diana» («Дайана») — песня канадского певца Пола Анки. Вышла как сингл в 1957 году.
Песня была написана Полом Анкой, когда тому было 15 лет. Песню эту он написал о своей неразделённой любви к няне его сестры. Няня была на 5 лет его старше.
В 1957 году на прослушивании для Дона Косты на лейбле ABC-Paramount Records Пол Анка эту песню исполнил. Контракт с ним подписали.
Именно эта песня вышла как его первый сингл. Когда она попала в чарты, Полу Анке было только 15 лет. В Великобритании песня тогда стала самым продаваемым синглом в истории, а Пол Анка первым в истории тинейджером, чья запись продалась в более чем миллионе экземпляров.